# یوهان بولیک
یوهان بولیک (انگلیسی: Yohann Boulic؛ زادهٔ ۵ مهٔ ۱۹۷۸) بازیکن فوتبال اهل فرانسه است.
از باشگاه‌هایی که در آن بازی کرده‌است می‌توان به باشگاه فوتبال استاد برستوا ۲۹ اشاره کرد.
وی همچنین در تیم ملی فوتبال Brittany بازی کرده‌است.